# Halimeda tuna
Il ficodindia di mare (Halimeda tuna (J. Ellis & Solander) J.V.Lamouroux, 1816) è un'alga verde della famiglia delle Halimedaceae.

## Descrizione

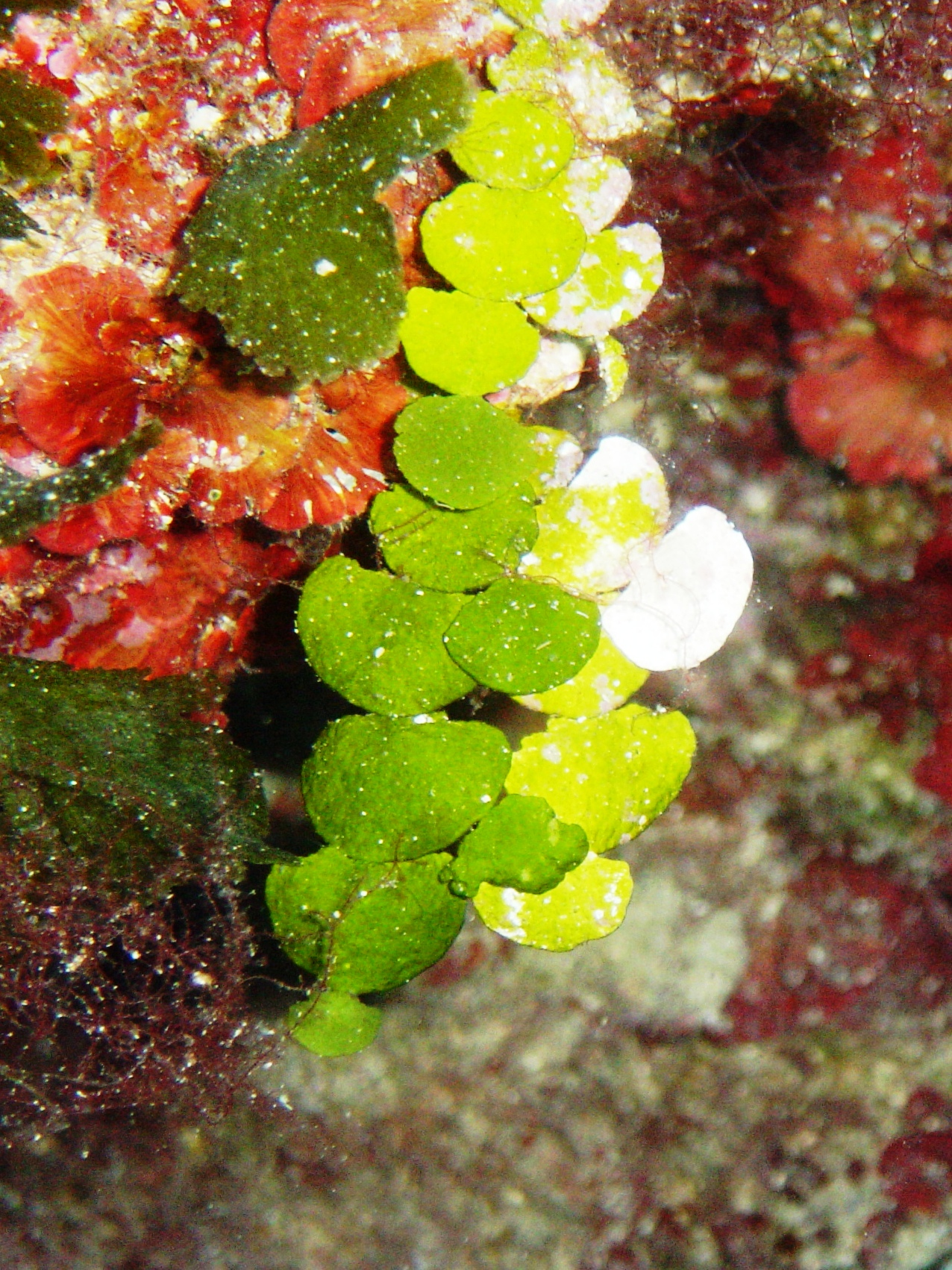

Si presenta come una catena di articoli rotondeggianti o reniformi, uniti in modo da farle assumere l'aspetto di un piccolo fico d'india, fissati al substrato roccioso con sottili rizoidi.
La colorazione è verde o verde-giallognola, talora biancastra per la presenza di incrostazioni di calcare.

## Distribuzione e habitat
È presente in tutto il mar Mediterraneo ma anche nell'Atlantico, nel Pacifico e nell'oceano Indiano.
È un'alga sciafila tipica dell'ambiente coralligeno ma è possibile osservarla anche a pochi metri di profondità, in ambienti poco illuminati come l'ingresso delle grotte o le pareti esposte a nord.